# Volvo S40 II/V50
Pour l’article homonyme, voir Volvo S40.
La Volvo S40 II/V50 a été dévoilée au Salon de l'automobile de Francfort en septembre 2003, elle est fabriquée dans l'usine Volvo Cars à Gand en Belgique. La production se termine en 2012.
Elle utilise la plate-forme P1 partagée entre autres avec la Ford Focus et la Mazda 3.
En 2007, la S40 et la V50 sont fabriquées dans l'usine Volvo Cars de Gand en Belgique avec la Volvo C30 et la Volvo S60.

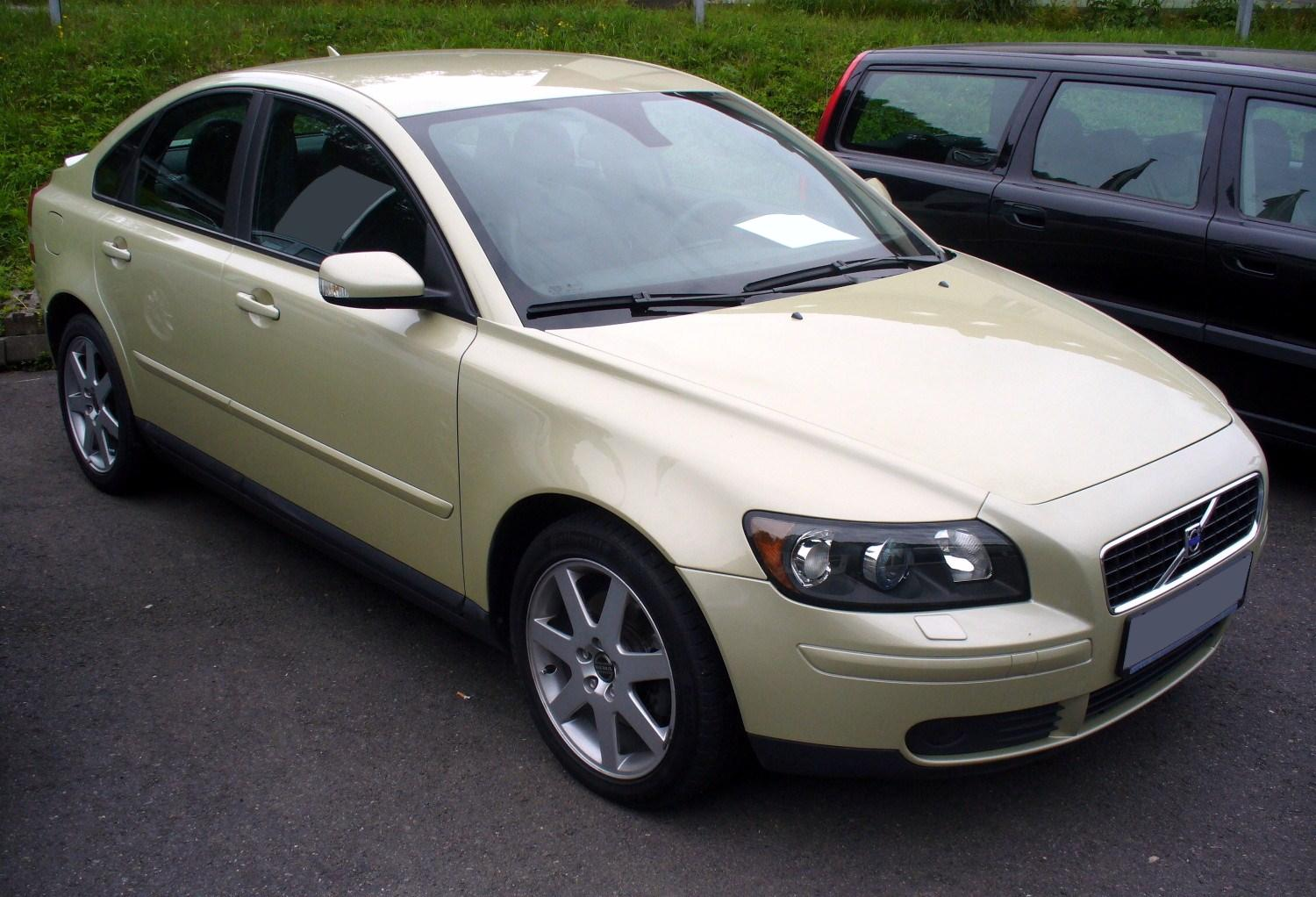
Volvo S40 II (2004 - 2007)
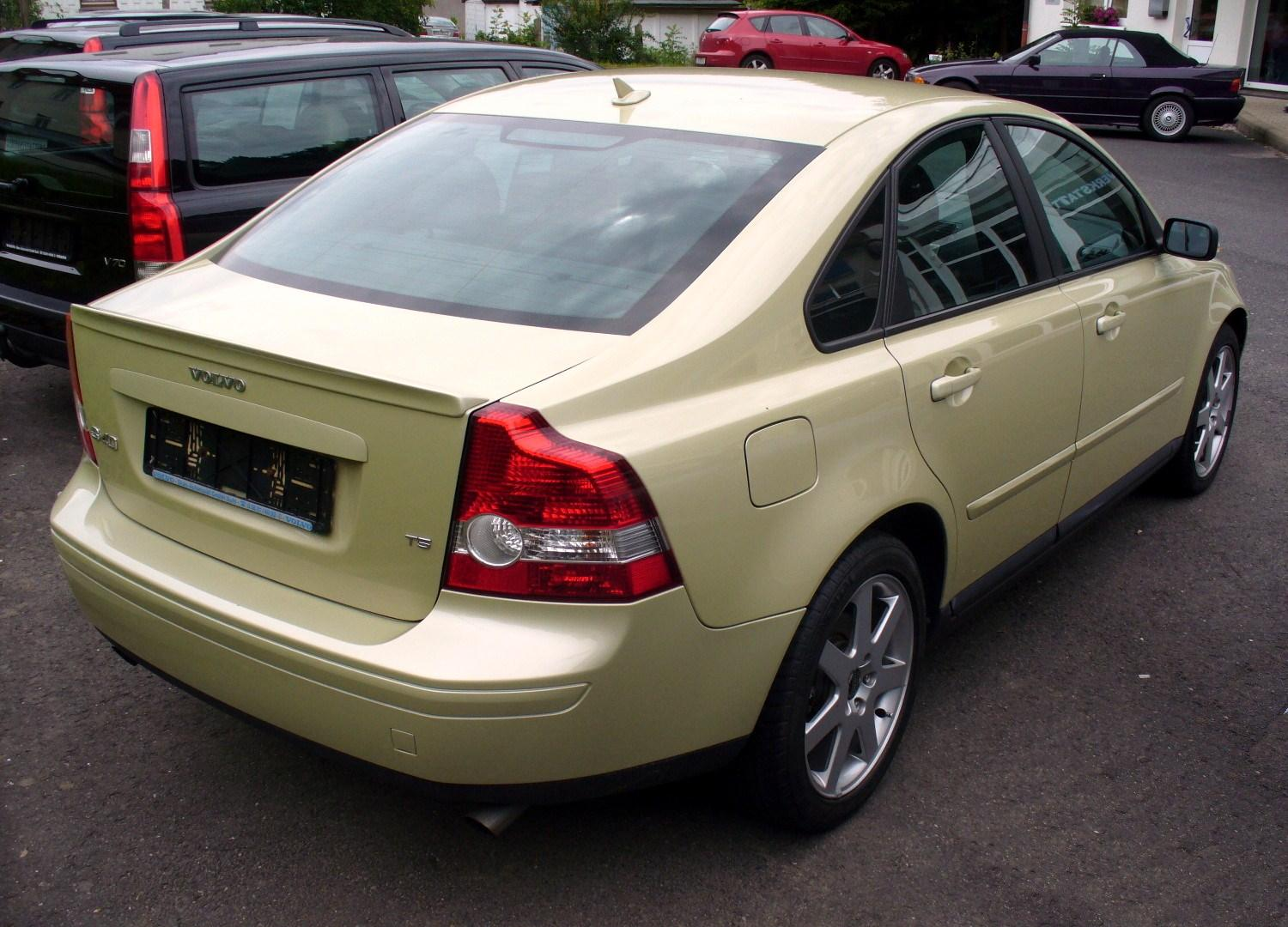
Volvo S40 II (2004 - 2007)
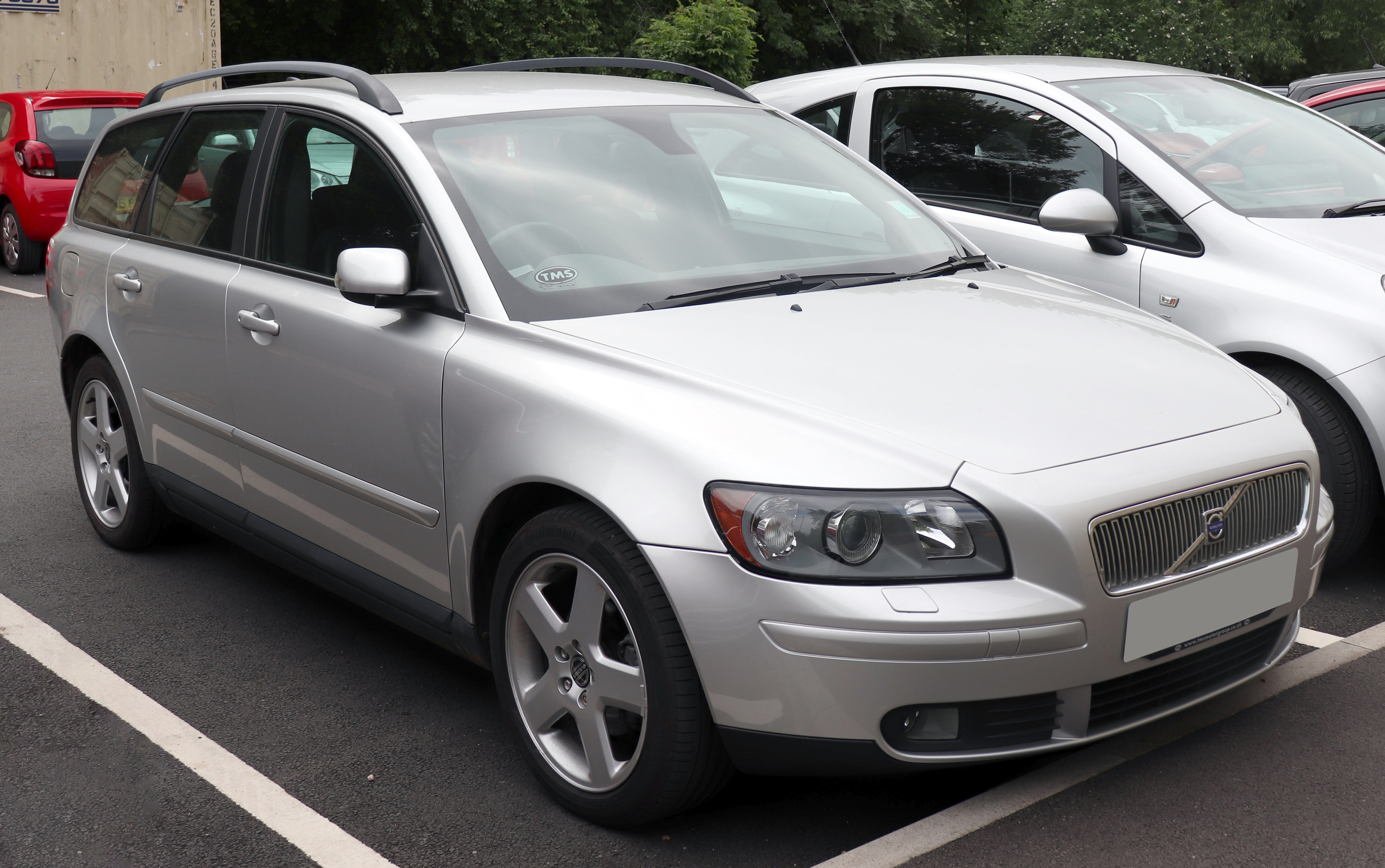
Volvo V50 (2004 - 2007)
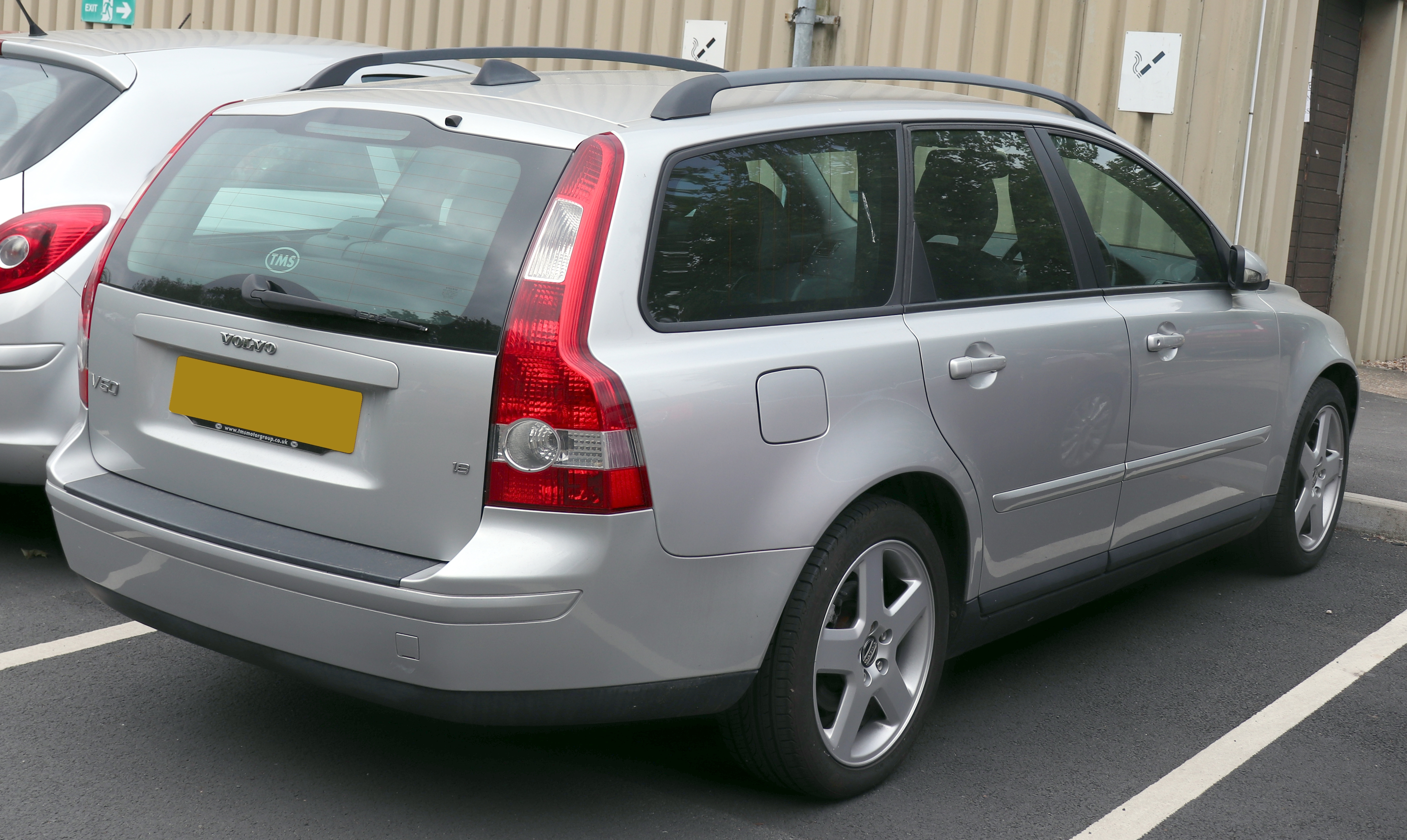
Volvo V50 (2004 - 2007)
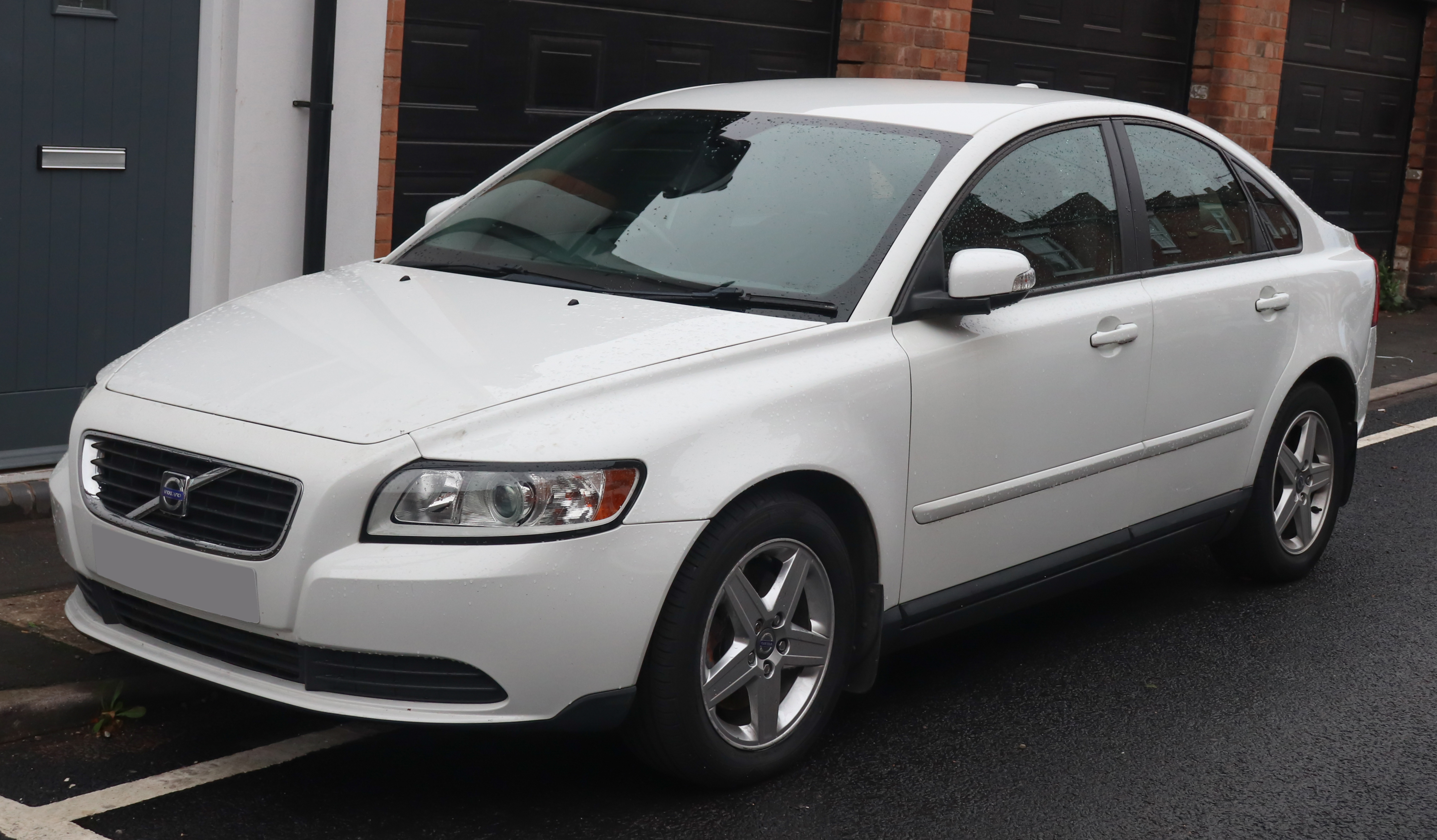
Volvo S40 II (2008 - 2012)
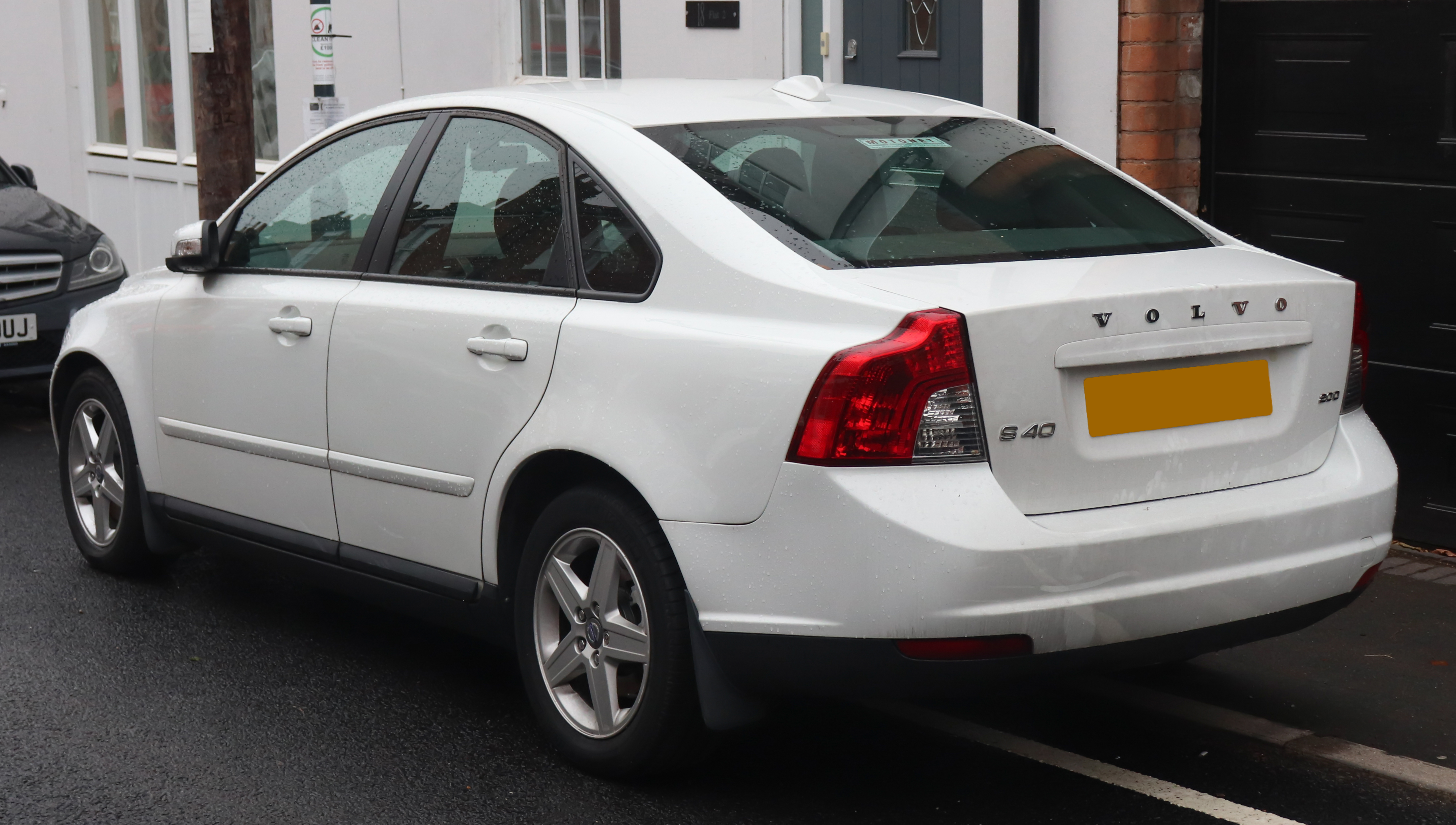
Volvo S40 II (2008 - 2012)
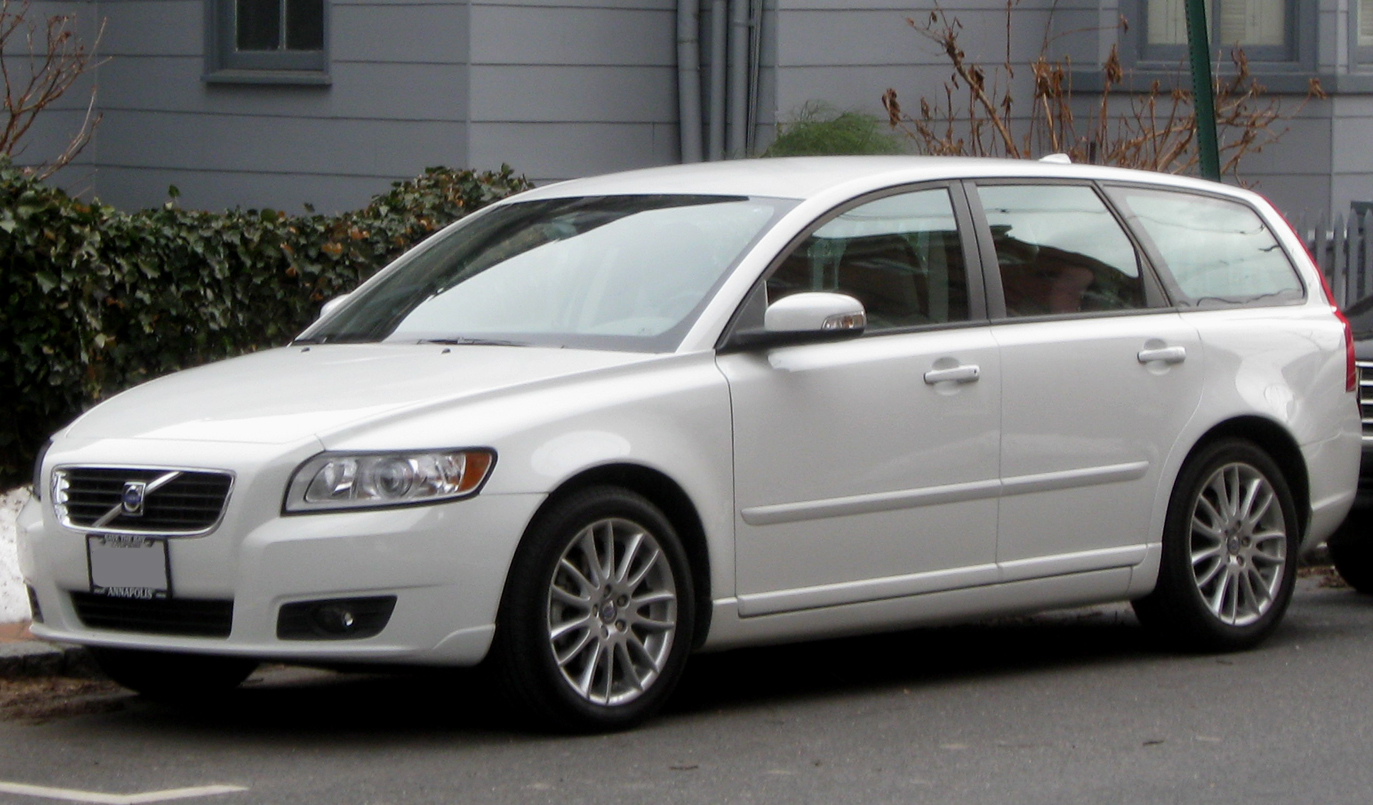
Volvo V50 (2008 - 2012)
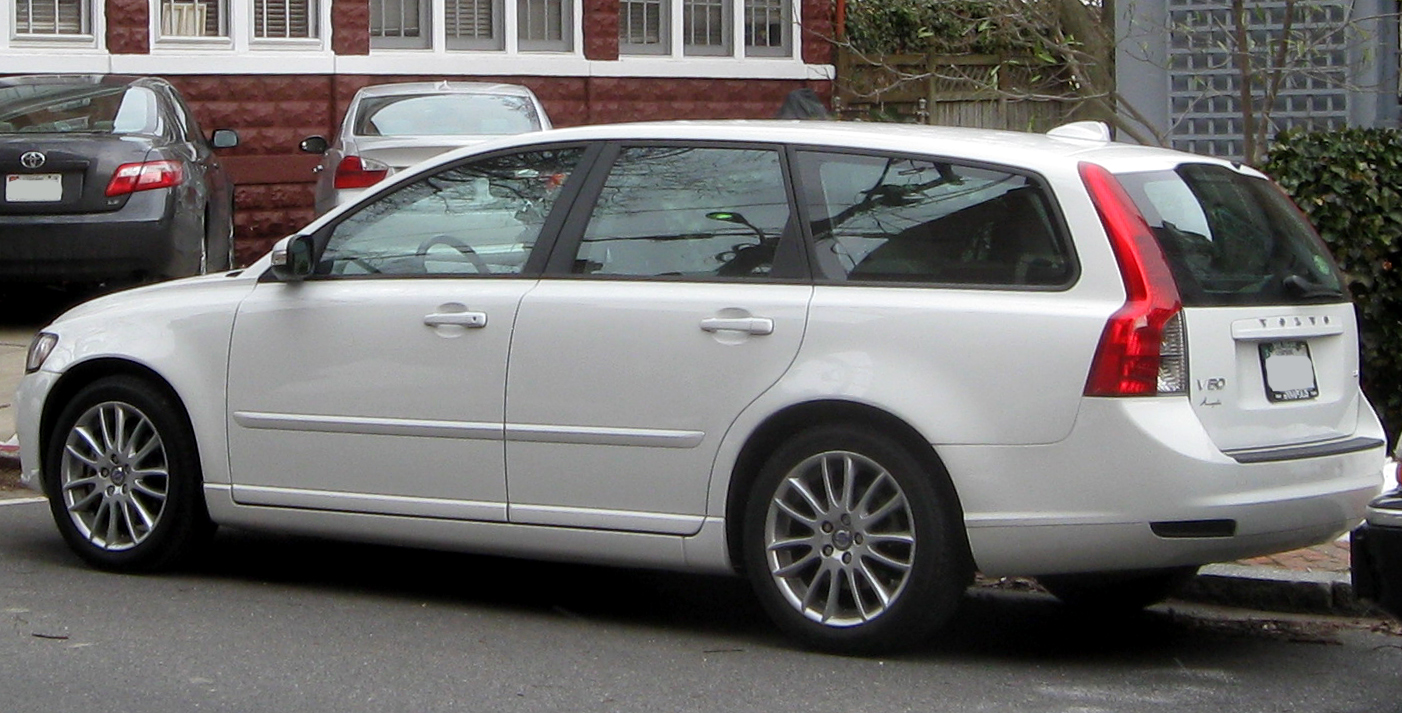
Volvo V50 (2008 - 2012)

## Finitions
- Kinetic
- Feeling
- Momentum
- R-Design
- Summum

Finition du millésime 2012
- Kinetic
- Business Édition
- Business Pro Édition
- R-Design Édition
- R-Design Pro Édition

## Moteurs
| Désignation | Cylindrée | Cylindres | Puissance                      | Couple                       | Années de production |
| Essence     | Essence   | Essence   | Essence                        | Essence                      | Essence              |
| ----------- | --------- | --------- | ------------------------------ | ---------------------------- | -------------------- |
| 1.6         | 1 596 cm3 | 4         | 74 kW (100 ch) à 6 000 tr/min  | 150 N m à 4 000 tr/min       | 2005/1–2010/10       |
| 1.8         | 1 798 cm3 | 4         | 92 kW (125 ch) à 6 000 tr/min  | 165 N m à 4 000 tr/min       | 2004/1–2009/10       |
| 2.0         | 1 999 cm3 | 4         | 107 kW (145 ch) à 6 000 tr/min | 185 N m à 4 500 tr/min       | 2006/10–2012/5       |
| 2.4         | 2 435 cm3 | 5         | 103 kW (140 ch) à 5 000 tr/min | 220 N m à 4 000 tr/min       | 2004/1–2009/10       |
| 2.4i        | 2 435 cm3 | 5         | 125 kW (170 ch) à 6 000 tr/min | 230 N m à 4 400 tr/min       | 2004/1–2009/10       |
| 2.5 T5      | 2 521 cm3 | 5         | 162 kW (220 ch) à 5 000 tr/min | 320 N m à 1 500–4 800 tr/min | 2004/4–2007/3        |
| 2.5 T5      | 2 521 cm3 | 5         | 169 kW (230 ch) à 5 000 tr/min | 320 N m à 1 500–5 000 tr/min | 2007/4–2012/5        |
| Diesel      |           |           |                                |                              |                      |
| 1.6 D       | 1 560 cm3 | 4         | 80 kW (109 ch) à 4 000 tr/min  | 240 N m à 1 750 tr/min       | 2005/1–2010/4        |
| D2 (DRIVe)  | 1 560 cm3 | 4         | 84 kW (115 ch) à 3 600 tr/min  | 270 N m à 1 750–2 500 tr/min | 2010/4–2012/5        |
| 2.0 D       | 1 997 cm3 | 4         | 100 kW (136 ch) à 4 000 tr/min | 320 N m à 2 000 tr/min       | 2004/1–2010/4        |
| D3          | 1 984 cm3 | 5         | 110 kW (150 ch) à 3 500 tr/min | 350 N m à 1 500–2 750 tr/min | 2010/4–2012/5        |
| D4          | 1 984 cm3 | 5         | 130 kW (177 ch) à 3 500 tr/min | 400 N m à 1 750–2 750 tr/min | 2010/4–2012/5        |
| D5          | 2 400 cm3 | 5         | 132 kW (180 ch) à 4 000 tr/min | 350 N m à 1 750–3 250 tr/min | 2006/3–2009/10       |
| Flex Fuel   |           |           |                                |                              |                      |
| 1.8 F       | 1 798 cm3 | 4         | 92 kW (125 ch) à 6 000 tr/min  | 165 N m à 4 000 tr/min       | 2007/4–2009/10       |
| 2.0 F       | 1 999 cm3 | 4         | 107 kW (145 ch) à 6 000 tr/min | 185 N m à 4 500 tr/min       | 2009/11–2012/5       |

Les moteurs essence 4 cylindres sont d'origine Mazda / Ford et les 5 cylindres sont d'origine Volvo :
- 4 cylindres, 1.6, 100 ch, arrêté en 2010.
- 4 cylindres, 1.8/1.8F, 125 ch, à essence ou bioéthanol supprimé en 2010.
- 4 cylindres, 2.0/2.0F, 145 ch, à essence ou bioéthanol.
- 5 cylindres, 2.4, 140 ch, arrêté en 2010.
- 5 cylindres, 2.4, 170 ch, arrêté en 2010.
- 5 cylindres turbo, 2.5 (T5), 220 ch, (avec ou sans AWD selon marchés), remplacé par un 230 ch, version AWD arrêté en 2010.

Les diesels 4 cylindres sont d'origine PSA / Ford et les 5 cylindres sont d'origine Volvo :
- 4 cylindres, 1.6D (D4164T), 110 ch, remplacé par une version 115 ch (D2).
- 4 cylindres, 2.0D 7 CV (D4204T2), 133 ch, arrêté en 2010.
- 4 cylindres, 2.0D (D4204T), 136 ch, remplacé par un 5 cylindres 2 litres 150 ch (D3) en 2010.
- 5 cylindres, 2.4D puis D5 163 (D5244T9), 163 ch, disponible uniquement en Belgique.
- 5 cylindres, 2.4 D5 (auto:D5244T8, man:D5244T13), 180 ch, remplacé par un 5 cylindres 2 litres 177 ch (D4) en 2010.

### Caractéristiques techniques
|                               | S40 D2 D4162T                                                 | S40 DRIVe D4162T                                              | S40 D3 5204T5                                                 | S40 D4 D5204T                                                 | S40 2.0 B4204S3              | S40 2.0F B4204S4                | S40 T5 B5254T7                              |
| ----------------------------- | ------------------------------------------------------------- | ------------------------------------------------------------- | ------------------------------------------------------------- | ------------------------------------------------------------- | ---------------------------- | ------------------------------- | ------------------------------------------- |
| Moteur                        | 4 cylindres en ligne Diesel Injection directe à rampe commune | 4 cylindres en ligne Diesel Injection directe à rampe commune | 5 cylindres en ligne Diesel Injection directe à rampe commune | 5 cylindres en ligne Diesel Injection directe à rampe commune | 4 cylindres en ligne essence | 4 cylindres en ligne bioethanol | 5 cylindres en ligne turbo essence          |
| Cylindrée                     | 1 580 cm3                                                     | 1 580 cm3                                                     | 1 984 cm3                                                     | 1 984 cm3                                                     | 1 999 cm3                    | 1 999 cm3                       | 2 521 cm3                                   |
| Puissance maximale            | 115 ch à 3 600 tr/min                                         | 115 ch à 4 000 tr/min                                         | 150 ch à 3 500 tr/min                                         | 177 ch à 3 500 tr/min                                         | 145 ch à 6 000 tr/min        | 145 ch à 6 000 tr/min           | 230 ch à 5 000 tr/min                       |
| Couple maximal                | 270 N m à 1 750 tr/min                                        | 240 N m à 1 750 tr/min                                        | 350 N m de 1 500 à 2 750 tr/min                               | 400 N m de 1 750 à 2 750 tr/min                               | 185 N m à 4 500 tr/min       | 185 N m à 4 500 tr/min          | 320 N m de 1 500 à 4 800 tr/min             |
| Poids à vide                  | 1 359 kg                                                      | 1 394 kg                                                      | 1 496 kg                                                      | 1 496 kg                                                      | 1 369 kg                     | 1 369 kg                        | 1 479 kg                                    |
| Vitesse maximale              | 195 km/h                                                      | 190 km/h                                                      | 210 km/h                                                      | 220 km/h (auto. 215 km/h)                                     | 210 km/h                     | 210 km/h                        | 235 km/h                                    |
| Accélération de 0 à 100 km/h  | 11,4 s                                                        | 11,4 s                                                        | 9,5 s                                                         | 8,7 s                                                         | 9,5 s                        | 9,5 s                           | 6,8 / 7,1 s (auto. 7,2 / 7,5 s)             |
| Consommation Moyenne pondérée | N.C                                                           | N.C                                                           | N.C                                                           | N.C                                                           | N.C                          | N.C                             | 8,7 / 9 L/100 km (auto. 9,6 / 9,8 L/100 km) |
| Émissions de CO2              | 114 g/km                                                      | 104 g/km                                                      | 134 g/km                                                      | 134 g/km                                                      | 183 g                        | 176 g/km                        | 203 / 211 g/km 224 / 229 g/km               |

1. ↑  indisponible en Belgique